# Возокани
Возокани (словац. Vozokany) — село в окрузі  Ґаланта Трнавського краю Словаччини. Площа села 12,89 км². Станом на 31 грудня 2015 року в селі проживало 1170 жителів.

## Історія
Перші згадки про село датуються 1240 роком.

## Населення
| Рік:            | 1994. | 2004.   | 2014.   | 2024.   |
| --------------- | ----- | ------- | ------- | ------- |
| Кількість осіб: | 1107  | 1103    | 1186    | 1089    |
| Різниця:        |       | -0,36 % | +7,52 % | -8,17 % |

| Рік:            | 2023. | 2024.   |
| --------------- | ----- | ------- |
| Кількість осіб: | 1092  | 1089    |
| Різниця:        |       | -0,27 % |